# Guillermo Barros Schelotto
Guillermo Barros Schelotto (La Plata, 4 maggio 1973) è un allenatore di calcio ed ex calciatore argentino, di ruolo centrocampista, tecnico del Vélez Sarsfield.
È il secondo calciatore più titolato della storia del Boca Juniors con 16 trofei, dopo Sebastián Battaglia (18), nonché il terzo giocatore argentino più titolato in assoluto dopo Alfredo Di Stéfano (21).

## Biografia
Guillermo Barros Schelotto ha origini italiane e spagnole. Anche suo fratello Gustavo e suo figlio Bautista sono calciatori professionisti.

## Carriera

### Giocatore
Soprannominato El Mellizo ("il gemello") poiché aveva un fratello gemello calciatore, Gustavo, iniziò la carriera alla fine del 1991 con il Gimnasia La Plata, squadra della Primera División de Argentina con cui segnò 45 reti in 81 incontri disputati e nel 1993 vinse la Coppa AFA Centenario. Il 14 settembre 1997 si trasferì al Boca Juniors. Il 18 aprile 2007 dopo dieci anni rescinde con i giallo-blu e firma con i Columbus Crew che nel 2008 guida alla prima storica vittoria nella finale di MLS Cup, vincendo il premio di miglior giocatore della MLS.
Il 13 gennaio 2011 torna in Argentina per vestire la maglia del Gimnasia La Plata, squadra nella quale aveva cominciato la sua carriera da professionista.

### Allenatore e dirigente
Il 26 giugno 2012 diventa allenatore del Lanús in sostituzione del dimissionario Gabriel Schürrer, portandosi come vice il fratello Gustavo. Nel 2013 vince la Copa Sudamericana. Il 27 novembre 2015 si dimette dalla guida.
L'11 gennaio 2016 il presidente del Palermo, Maurizio Zamparini annuncia il suo ingaggio per la conduzione tecnica della squadra. L'impossibilità di tesserarlo in tempi brevi spinge il Palermo a nominare prima Fabio Viviani poi Giovanni Bosi e infine Giovanni Tedesco come nuovo allenatore del club in attesa che le procedure vengano completate. Si siederà in panchina come dirigente accompagnatore. Il 10 febbraio seguente, a neanche un mese dalla firma del contratto, Schelotto rassegna le dimissioni perché la UEFA non ha riconosciuto la validità del suo patentino da allenatore.
Il 2 marzo diventa l'allenatore del Boca Juniors al posto dell'esonerato Rodolfo Arruabarrena. Alla guida della squadra vince due titoli nazionali, nel 2016-2017 e nel 2017-2018. Lascia la panchina del club il 15 dicembre 2018, dopo la sconfitta subita contro i rivali cittadini del River Plate nella finale di Coppa Libertadores.
Il 2 gennaio 2019 diventa l’allenatore dei LA Galaxy, club della Major League Soccer. Il 29 ottobre 2020, in seguito alla sconfitta (2-1) contro il Portland Timbers, viene sollevato dall’incarico.
Il 20 ottobre 2021 assume la guida tecnica della nazionale paraguaiana. Il 17 settembre 2023 viene esonerato dopo lo 0-0 in casa contro il Perù e la sconfitta per 1-0 con il Venezuela nel primo doppio confronto valido per le qualificazioni al campionato del mondo 2026. Lascia la squadra dopo 17 partite (4 vittorie, 4 pareggi e 9 sconfitte).

## Statistiche

### Statistiche da allenatore
Statistiche aggiornate all'8 agosto 2025. In grassetto le competizioni vinte.
| Stagione            | Squadra             | Campionato          | Campionato | Campionato | Campionato | Campionato | Coppe nazionali | Coppe nazionali | Coppe nazionali | Coppe nazionali | Coppe nazionali | Coppe continentali | Coppe continentali | Coppe continentali | Coppe continentali | Coppe continentali | Altre coppe | Altre coppe | Altre coppe | Altre coppe | Altre coppe | Totale | Totale | Totale | Totale | % Vittorie | Piazz.        |
| ------------------- | ------------------- | ------------------- | ---------- | ---------- | ---------- | ---------- | --------------- | --------------- | --------------- | --------------- | --------------- | ------------------ | ------------------ | ------------------ | ------------------ | ------------------ | ----------- | ----------- | ----------- | ----------- | ----------- | ------ | ------ | ------ | ------ | ---------- | ------------- |
| 2012-2013           | Lanús               | PD                  | 38         | 18         | 13         | 7          | CA              | 2               | 1               | 0               | 1               | -                  | -                  | -                  | -                  | -                  | -           | -           | -           | -           | -           | 40     | 19     | 13     | 8      | 47,50      | 3°            |
| 2013-2014           | Lanús               | PD                  | 38         | 16         | 11         | 11         | CA              | 1               | 0               | 0               | 1               | CS+CL              | 10+12              | 7+6                | 2+3                | 1+3                | -           | -           | -           | -           | -           | 61     | 29     | 16     | 16     | 47,54      | 4°            |
| 2014                | Lanús               | PD                  | 19         | 10         | 5          | 4          | -               | -               | -               | -               | -               | CS                 | 2                  | 0                  | 1                  | 1                  | RS+CSB      | 2+1         | 0+0         | 0+0         | 2+1         | 24     | 10     | 6      | 8      | 41,67      | 3°            |
| 2015                | Lanús               | PD                  | 30+3       | 10+3       | 12         | 8          | CA              | 5               | 3               | 1               | 1               | CS                 | 4                  | 1                  | 3                  | 0                  | -           | -           | -           | -           | -           | 42     | 17     | 16     | 9      | 40,48      | 13°           |
| Totale Lanus        | Totale Lanus        | Totale Lanus        | 125+3      | 54+3       | 41         | 30         |                 | 8               | 4               | 1               | 3               |                    | 28                 | 14                 | 9                  | 5                  |             | 3           | 0           | 0           | 3           | 167    | 75     | 51     | 41     | 44,91      |               |
| mar.-lug. 2016      | Boca Juniors        | PD                  | 11         | 3          | 4          | 4          | CA              | 1               | 1               | 0               | 0               | CL                 | 11                 | 5                  | 4                  | 2                  | -           | -           | -           | -           | -           | 23     | 9      | 8      | 6      | 39,13      | Sub., 10º     |
| 2016-2017           | Boca Juniors        | PD                  | 30         | 18         | 9          | 3          | CA              | 3               | 1               | 1               | 1               | -                  | -                  | -                  | -                  | -                  | -           | -           | -           | -           | -           | 33     | 19     | 10     | 4      | 57,58      | 1º            |
| 2017-2018           | Boca Juniors        | PD                  | 27         | 18         | 4          | 5          | CA              | 3               | 2               | 0               | 1               | CL                 | 6                  | 2                  | 3                  | 1                  | SA          | 1           | 0           | 0           | 1           | 37     | 22     | 7      | 8      | 59,46      | 1º            |
| ago.-dic. 2018      | Boca Juniors        | PD                  | 13         | 7          | 3          | 3          | CA              | 3               | 2               | 0               | 1               | CL                 | 8                  | 4                  | 3                  | 1                  | -           | -           | -           | -           | -           | 24     | 13     | 6      | 5      | 54,17      | Fine rapporto |
| Totale Boca Juniors | Totale Boca Juniors | Totale Boca Juniors | 81         | 46         | 20         | 15         |                 | 10              | 6               | 1               | 3               |                    | 25                 | 11                 | 10                 | 4                  |             | 1           | 0           | 0           | 1           | 117    | 63     | 31     | 23     | 53,85      |               |
| 2019                | LA Galaxy           | MLS                 | 34+2       | 16+1       | 3          | 15+1       | USC             | 2               | 1               | 0               | 1               | LC                 | 2                  | 1                  | 0                  | 1                  | -           | -           | -           | -           | -           | 40     | 19     | 3      | 18     | 47,50      | 8º            |
| 2020                | LA Galaxy           | MLS                 | 16+3       | 5          | 2+1        | 9+2        | -               | -               | -               | -               | -               | -                  | -                  | -                  | -                  | -                  | -           | -           | -           | -           | -           | 19     | 5      | 3      | 11     | 26,32      | Eson.         |
| Totale LA Galaxy    | Totale LA Galaxy    | Totale LA Galaxy    | 50+5       | 21+1       | 5+1        | 24+3       |                 | 2               | 1               | 0               | 1               |                    | 2                  | 1                  | 0                  | 1                  |             | -           | -           | -           | -           | 59     | 24     | 6      | 29     | 40,68      |               |
| mar.-dic. 2025      | Vélez Sarsfield     | PD                  | 10         | 3          | 2          | 5          | CA              | 1               | 0               | 0               | 1               | CL                 | 7                  | 3                  | 3                  | 1                  | SI          | 1           | 1           | 0           | 0           | 19     | 7      | 5      | 7      | 36,84      | Sub           |
| Totale Carriera     | Totale Carriera     | Totale Carriera     | 263        | 125        | 65         | 73         |                 | 14              | 7               | 1               | 6               |                    | 62                 | 29                 | 23                 | 10                 |             | 4           | 1           | 0           | 3           | 343    | 162    | 89     | 92     | 47,23      |               |

#### Nazionale paraguaiana
| Squadra  | Naz                 | dal             | al                | Record | Record | Record | Record | Record | Record | Record | Record     |
| Squadra  | Naz                 | dal             | al                | G      | V      | N      | P      | GF     | GS     | DR     | % Vittorie |
| -------- | ------------------- | --------------- | ----------------- | ------ | ------ | ------ | ------ | ------ | ------ | ------ | ---------- |
| Paraguay | Paraguay (bandiera) | 20 ottobre 2021 | 16 settembre 2023 | 17     | 4      | 4      | 9      | 12     | 22     | −10    | 23,53      |

#### Nazionale paraguaiana nel dettaglio
| 2021             | Paraguay        | Qual. Mondiali 2022 | Sub., 8º nel gruppo sudamericano CONMEBOL | 2  | 0 | 1 | 1 | &0,00 | 0  | 1  | -1  |
| 2022             | Paraguay        | Qual. Mondiali 2022 | Sub., 8º nel gruppo sudamericano CONMEBOL | 4  | 1 | 0 | 3 | 25,00 | 3  | 8  | -5  |
| 2023             | Paraguay        | Qual. Mondiali 2026 | Esonerato durante la fase                 | 2  | 0 | 1 | 1 | &0,00 | 0  | 1  | -1  |
| Dal 2022 al 2023 | Paraguay        | Amichevoli          |                                           | 9  | 3 | 2 | 4 | 33,33 | 9  | 12 | -3  |
| Totale Paraguay  | Totale Paraguay | Totale Paraguay     | Totale Paraguay                           | 17 | 4 | 4 | 9 | 23,53 | 12 | 22 | -10 |

#### Panchine da commissario tecnico della nazionale paraguaiana
| Cronologia completa delle presenze e delle reti in nazionale ― Paraguay | Cronologia completa delle presenze e delle reti in nazionale ― Paraguay | Cronologia completa delle presenze e delle reti in nazionale ― Paraguay | Cronologia completa delle presenze e delle reti in nazionale ― Paraguay | Cronologia completa delle presenze e delle reti in nazionale ― Paraguay | Cronologia completa delle presenze e delle reti in nazionale ― Paraguay | Cronologia completa delle presenze e delle reti in nazionale ― Paraguay | Cronologia completa delle presenze e delle reti in nazionale ― Paraguay |
| Data                                                                    | Città                                                                   | In casa                                                                 | Risultato                                                               | Ospiti                                                                  | Competizione                                                            | Reti                                                                    | Note                                                                    |
| ----------------------------------------------------------------------- | ----------------------------------------------------------------------- | ----------------------------------------------------------------------- | ----------------------------------------------------------------------- | ----------------------------------------------------------------------- | ----------------------------------------------------------------------- | ----------------------------------------------------------------------- | ----------------------------------------------------------------------- |
| 12-11-2021                                                              | Asunción                                                                | Paraguay                                                                | 0 – 1                                                                   | Cile                                                                    | Qual. Mondiali 2022                                                     | -                                                                       | Cap: G.Gomez                                                            |
| 17-11-2021                                                              | Barranquilla                                                            | Colombia                                                                | 0 – 0                                                                   | Paraguay                                                                | Qual. Mondiali 2022                                                     | -                                                                       | Cap: G.Gomez                                                            |
| 28-1-2022                                                               | Asunción                                                                | Paraguay                                                                | 0 – 1                                                                   | Uruguay                                                                 | Qual. Mondiali 2022                                                     | -                                                                       | Cap: G.Gomez                                                            |
| 2-2-2022                                                                | Belo Horizonte                                                          | Brasile                                                                 | 4 – 0                                                                   | Paraguay                                                                | Qual. Mondiali 2022                                                     | -                                                                       | Cap: F.Balbuena                                                         |
| 25-3-2022                                                               | Ciudad del Este                                                         | Paraguay                                                                | 3 – 1                                                                   | Ecuador                                                                 | Qual. Mondiali 2022                                                     | Robert Morales autorete Miguel Almiron                                  | Cap: G.Gomez                                                            |
| 30-3-2022                                                               | Lima                                                                    | Perù                                                                    | 2 – 0                                                                   | Paraguay                                                                | Qual. Mondiali 2022                                                     | -                                                                       | Cap: F.Balbuena                                                         |
| 2-6-2022                                                                | Sapporo                                                                 | Giappone                                                                | 4 – 1                                                                   | Paraguay                                                                | Amichevole                                                              | Derlis González                                                         | Cap: M.ALmiron                                                          |
| 10-6-2022                                                               | Suwon                                                                   | Corea del Sud                                                           | 2 – 2                                                                   | Paraguay                                                                | Amichevole                                                              | 2 Miguel Almiron                                                        | Cap: G.Gomez                                                            |
| 1º-9-2022                                                               | Atlanta                                                                 | Messico                                                                 | 0 – 1                                                                   | Paraguay                                                                | Amichevole                                                              | Derlis González Galeano                                                 | Cap: R.Ortiz                                                            |
| 23-9-2022                                                               | Asunción                                                                | Paraguay                                                                | 1 – 0                                                                   | Emirati Arabi Uniti                                                     | Amichevole                                                              | Fabián Balbuena                                                         | Cap: G.Gomez                                                            |
| 27-9-2022                                                               | Siviglia                                                                | Paraguay                                                                | 0 – 0                                                                   | Marocco                                                                 | Amichevole                                                              | -                                                                       | Cap: G.Gomez                                                            |
| 17-11-2022                                                              | Lima                                                                    | Perù                                                                    | 1 – 0                                                                   | Paraguay                                                                | Amichevole                                                              | -                                                                       | Cap: G.Gomez                                                            |
| 20-11-2022                                                              | Barranquilla                                                            | Colombia                                                                | 2 – 0                                                                   | Paraguay                                                                | Amichevole                                                              | -                                                                       | Cap: G.Gomez                                                            |
| 28-3-2023                                                               | Santiago del Cile                                                       | Cile                                                                    | 3 – 2                                                                   | Paraguay                                                                | Amichevole                                                              | Matías Rojas Gabriel Ávalos                                             | Cap: G.Gomez                                                            |
| 18-6-2023                                                               | Asunción                                                                | Paraguay                                                                | 2 – 0                                                                   | Nicaragua                                                               | Amichevole                                                              | Miguel Almirón Fabián Balbuena                                          | Cap: G.Gomez                                                            |
| 8-9-2023                                                                | Ciudad del Este                                                         | Paraguay                                                                | 0 – 0                                                                   | Perù                                                                    | Qual. Mondiali 2026                                                     | -                                                                       | Cap: G.Gomez                                                            |
| 13-9-2023                                                               | Maturín                                                                 | Venezuela                                                               | 1 – 0                                                                   | Paraguay                                                                | Qual. Mondiali 2026                                                     | -                                                                       | Cap: G.Gomez                                                            |
| Totale                                                                  |                                                                         | Presenze                                                                | 17                                                                      |                                                                         | Reti                                                                    | 12                                                                      |                                                                         |

## Palmarès

### Giocatore

#### Club

##### Competizioni nazionali
- Copa Centenario della AFA: 1

Gimnasia La Plata: 1994
- Campionato argentino: 6

Boca Juniors: Apertura 1998, Clausura 1999, Apertura 2000, Apertura 2003, Apertura 2005, Clausura 2006
- MLS Supporters' Shield: 2

Columbus Crew: 2008, 2009
- Campionato MLS: 1

Columbus Crew: 2008

##### Competizioni internazionali
- Coppa Libertadores: 4

Boca Juniors: 2000, 2001, 2003, 2007
- Coppa Intercontinentale: 2

Boca Juniors: 2000, 2003
- Coppa Sudamericana: 2

Boca Juniors: 2004, 2005
- Recopa Sudamericana: 2

Boca Juniors: 2005, 2006

#### Nazionale
- Giochi panamericani: 1

1995

#### Individuale
- MLS Best XI: 2

2007, 2008
- MVP della Major League Soccer: 1

2008

### Allenatore

#### Competizioni nazionali
- Campionato argentino: 2

Boca Juniors: 2016-2017, 2017-2018
- Supercopa Internacional: 1

Vélez Sarsfield: 2024

#### Competizioni internazionali
- Copa Sudamericana: 1

Lanús: 2013